# 11620 Susanagordon
11620 Susanagordon eller 1996 OE2 är en asteroid i huvudbältet som upptäcktes den 23 juli 1996 av de båda italienska astronomerna Andrea Boattini och Andrea Di Paola vid Campo Imperatore-observatoriet. Den är uppkallad efter Susana Gordon.